# São Bento da Contenda

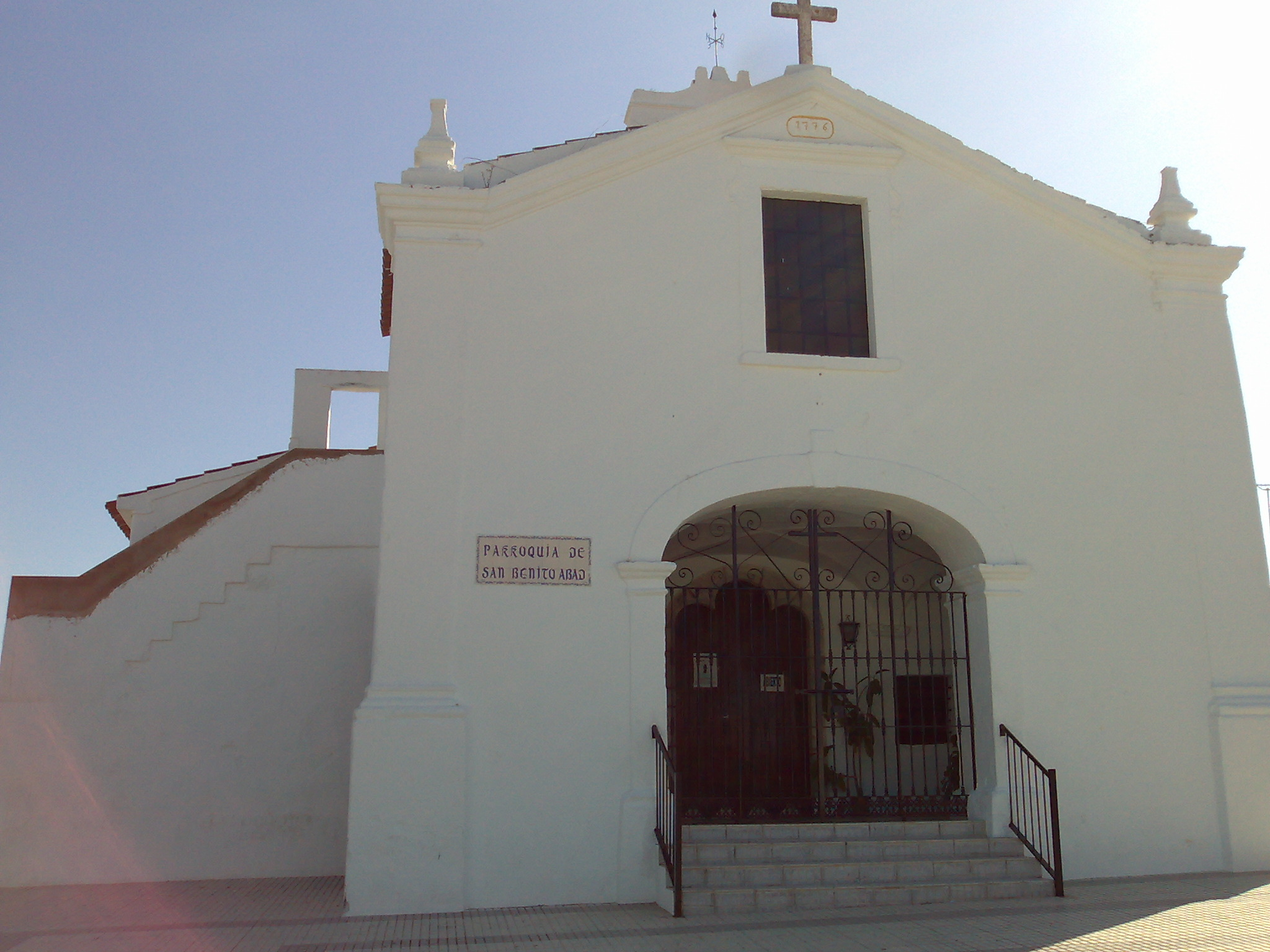
Igreja de São Bento da Contenda

São Bento da Contenda (em castelhano San Benito de la Contienda) é uma aldeia do município de Olivença, território disputado por Espanha e Portugal. Situa-se a 7,5 km a sul de Olivença, a uma altitude média de 220 m, possuindo cerca de 588 habitantes, de acordo com dados de 2007. Sob a administração espanhola, encontra-se integrada à Província de Badajoz.

## Património e história
Como nas restantes aldeias, o património mais significativo é a igreja paroquial, dedicada a S. Bento, também de acusada influência portuguesa, mais parecendo uma ermida, dadas as suas reduzidas proporções e os traços populares da sua arquitectura. Na fachada frontal, apresenta-se um atraente pórtico, sob o qual chama a atenção a preciosa porta trilobada. O interior é uma nave única, abobadada, e cabeceia quadrangular. Sobre a porta, figura a data de 1776. Constitui um conjunto de arquitectura popular, também alentejana, de notável valor etnográfico. No século XVII, era atribuída a capacidade de fazer milagres à imagem de São Bento, presente na igreja, chegando os próprios duques de Bragança a visitá-la, assim como numerosos outros devotos.
Em 1613, houve uma grande seca no Rio Guadiana, que levou os habitantes de Olivença a fazerem uma procissão a São Bento da Contenda, invocando o auxílio do santo na vinda da chuva, numa oração ad petendam pluviam .
No início do século XVIII, a aldeia possuía cerca de 100 habitantes, prestando homenagem todos os anos a São Lourenço, em sumptuosas celebrações, numa ermida dedicada ao santo .

## Origem do nome
Segundo várias versões, o nome de São Bento da Contenda deriva das permanentes disputas em que a aldeia se envolvia com povoados castelhanos vizinhos. Numa destas versões, a contenda é apresentada como resultando de uma pretensão castelhana de que a fronteira passasse no meio da igreja da aldeia, razão pela qual existiria ainda no início do século XVIII um arco com as armas de Castela, na capela mor da mesma. Outra interpretação liga o nome ao topónimo que designa os campos em que assenta.

## Galeria

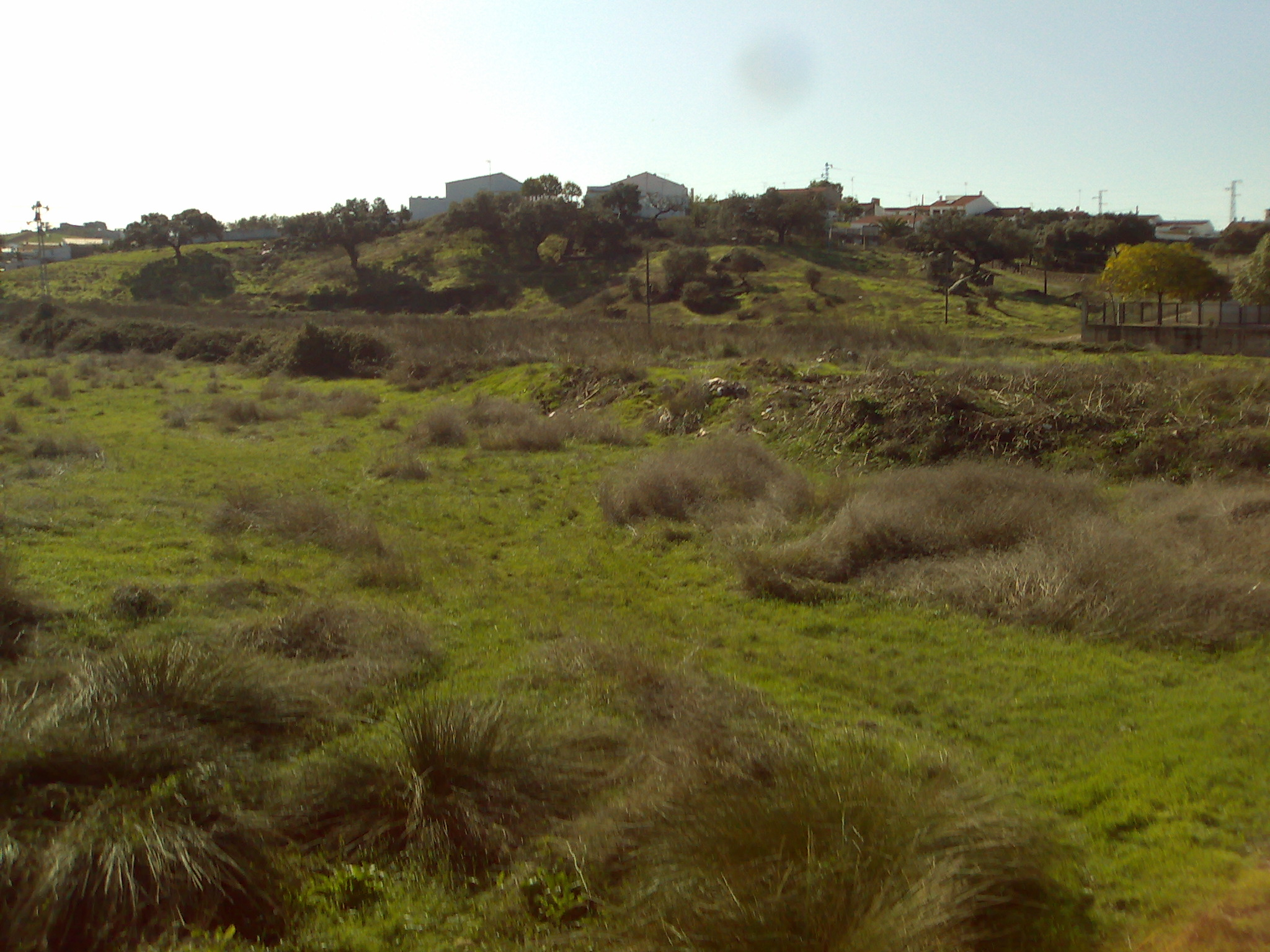
Vista geral
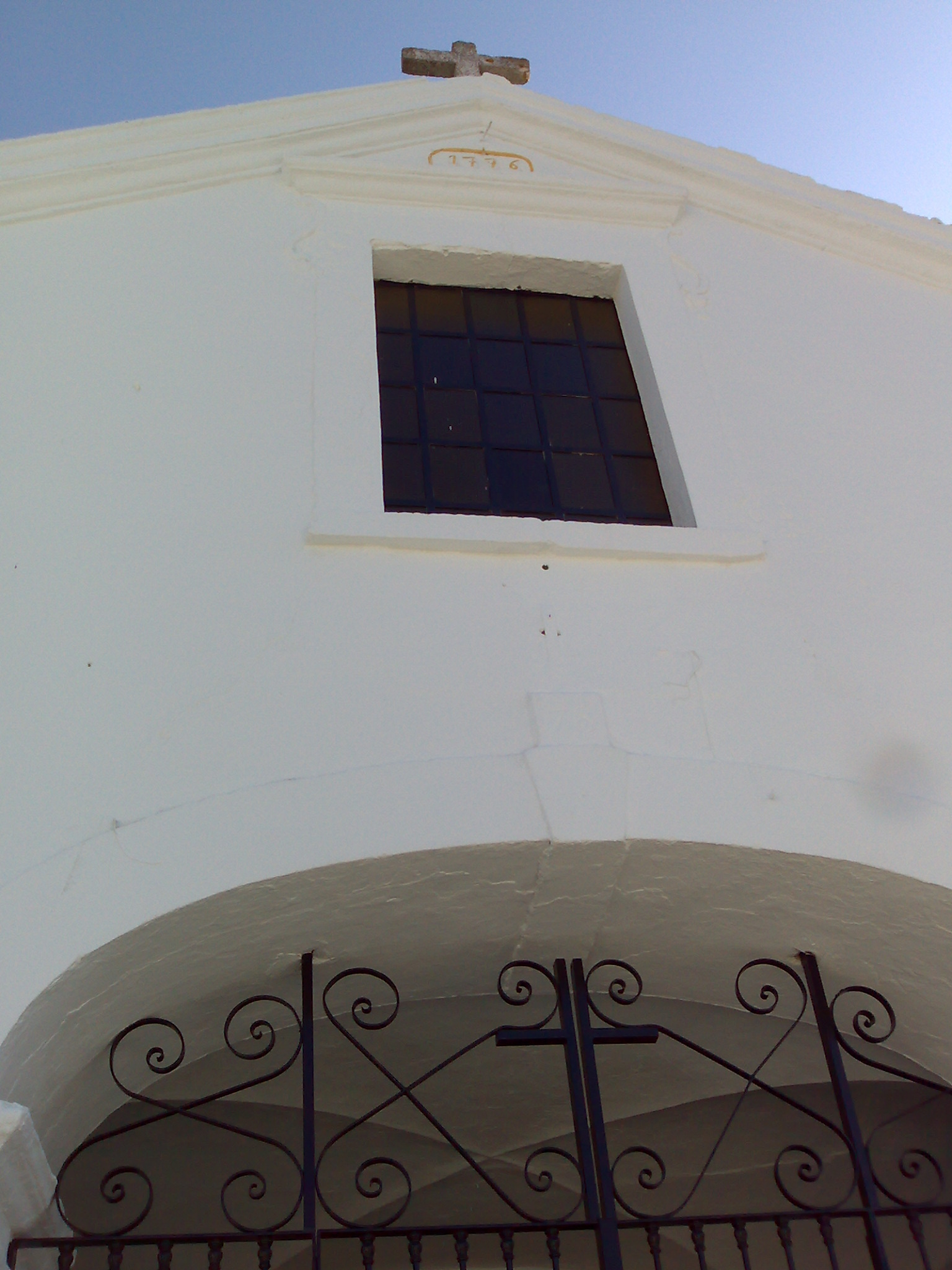
Igreja
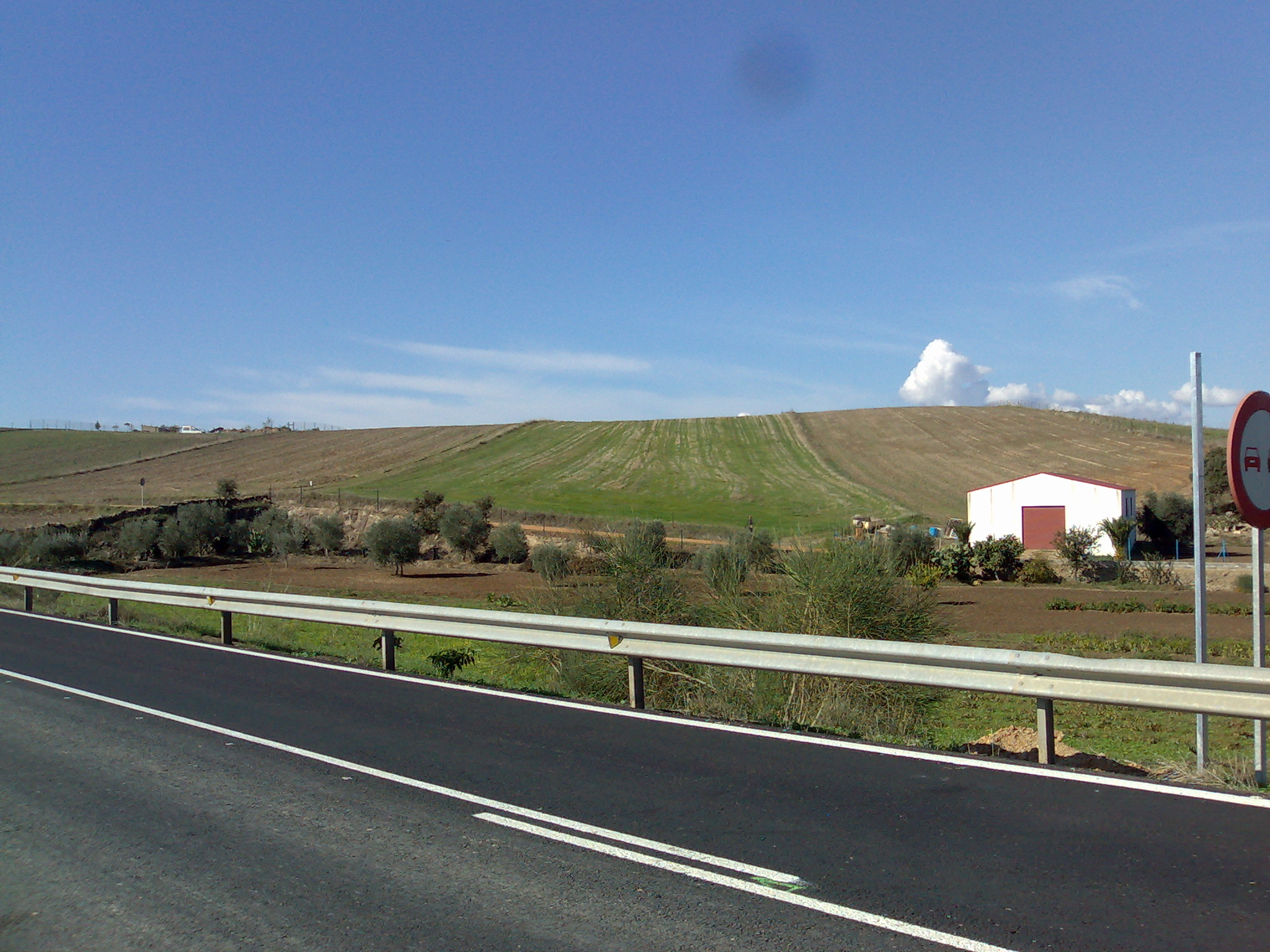
Paisagem rural
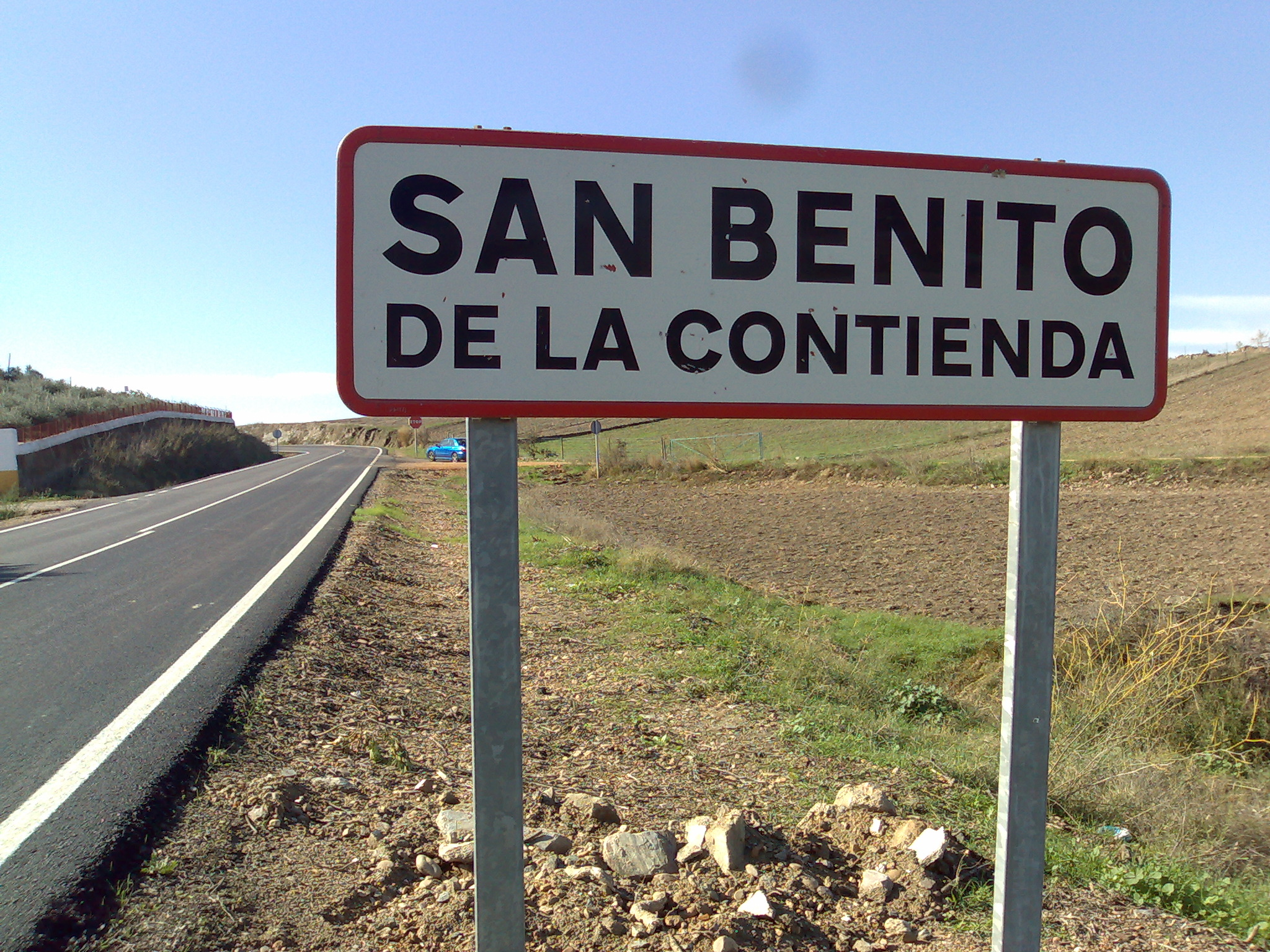
Placa